# Orzeł wylądował
Orzeł wylądował (ang. The Eagle Has Landed) – powieść sensacyjna Jacka Higginsa, której akcja toczy się podczas II wojny światowej. Powieść została po raz pierwszy wydana w 1975 roku, uchodzi za najwybitniejsze dzieło tego pisarza.

## Treść
Rok 1943. Oficer Abwery Max Radl, z bezpośredniego polecenia Himmlera organizuje plan zamachu na premiera Wielkiej Brytanii Winstona Churchilla. Zgodnie z planem grupa niemieckich komandosów dowodzonych przez Kurta Steinera ma wylądować w hrabstwie Norfolk w południowo-wschodniej Anglii, gdzie premier wypoczywa, i porwać go lub zlikwidować. Do pomocy niemieckim żołnierzom udaje mu się zwerbować Liama Devlina, byłego żołnierza IRA oraz brytyjskiego zdrajcę. Operacji o kryptonimie „Orzeł” komandosi mają dokonać przebrani w mundury polskich spadochroniarzy. Na miejscu ma im pomagać kobieta-szpieg Joanna Grey.
Początkowo wszystko idzie zgodnie z planem, jednak później pojawiają się problemy.